# Panorpa azteca
Panorpa azteca är en näbbsländeart som beskrevs av George W. Byers 1958. Panorpa azteca ingår i släktet Panorpa och familjen skorpionsländor. Inga underarter finns listade i Catalogue of Life.